# فحول
فحول (به عربی: الفحول) یک شهرداری در الجزایر است که در استان تلمسان واقع شده است.